# Лугађија (Ђаковица)
Лугађија (алб. Llugaxhi/Llugagji) је насељено место у општини Ђаковица, на Косову и Метохији. Према попису становништва из 2011. у насељу је живело 424 становника.

## Становништво
Према попису из 2011. године, Лугађија има следећи етнички састав становништва:
| Националност | 2011.        |
| Албанци      | 418 (95,58%) |
| Роми         | 6 (1,42%)    |
| Укупно       | 424          |

| Демографија | Демографија | Демографија |
| Година      | Становника  | Становника  |
| ----------- | ----------- | ----------- |
| 1948.       | 83          |             |
| 1953.       | 100         |             |
| 1961.       | 115         |             |
| 1971.       | 139         |             |
| 1981.       | 73          |             |
| 1991.       | 151         |             |
| 2011.       | 424         |             |